# Petros Tzamaloukas
Petros Tzamaloukas (griechisch Πέτρος Τζαμαλούκας, * 25. Januar 1975 in Athen) ist ein ehemaliger griechischer Squashspieler.

## Karriere
Petros Tzamaloukas spielte 1994 erstmals auf der PSA World Tour. Seine höchste Platzierung in der Weltrangliste erreichte er mit Rang 105 im April 2007. Mit der griechischen Nationalmannschaft nahm er 1995 an der Weltmeisterschaft teil. Darüber hinaus gehörte er mehrfach zum griechischen Kader bei Europameisterschaften, erstmals 1994. Im Einzel nahm er 2006 und 2007 an der Europameisterschaft teil. 2006 erreichte er die zweite Runde, im Jahr darauf schied er nach erfolgreicher Qualifikation in der ersten Hauptrunde aus. Er wurde 2003 und 2016 griechischer Meister.
Er arbeitet heute als Squashtrainer.

## Erfolge
- Griechischer Meister: 2003, 2016